# Itziar Mendizabal
Itziar Mendizabal (Hondarribia, 14 dicembre 1981) è una ballerina spagnola di origine basca.

## Biografia
Itziar Mendizabal è nata nei Paesi Baschi nel 1981 e ha cominciato a studiare danza all'età di quattro anni. A dodici anni si è trasferita a Madrid per studiare con Víctor Ullate, unendosi poi alla sua compagnia dei Ballet Comunidad de Madrid. 
Nel 2003 si è unita al Ballett Zürich in veste di demi-solist. Nel 2006 si è unita al Balletto di Lipsia come solista e nel 2008 è stata proclamata prima ballerina della compagnia; in questa veste ha danzato in molti dei grandi ruoli femminili del repertorio, tra cui Odette e Odile ne Il lago dei cigni, l'eponima protagonista in Giselle. L'anno successivo ha ottenuto una candidatura al Prix Benois de la Danse per la sua interpretazione come protagonista ne L'uccello di fuoco.
Nel 2010 Dame Monica Mason l'ha invitata a unirsi al Royal Ballet in veste di prima solista e da allora ha danzato un vasto repertorio di ruoli principali, tra cui Myrtha in Giselle (Wright), Tatiana in Onegin (Cranko), Marie Larisch nel Mayerling (MacMillan), Smeraldi in Jewels Balanchine, la Fata Confetto ne Lo schiaccianoci (Wright), la Fata Madrina in Cenerentola (Ashton) e l'amante di Lescaut in Manon (MacMillan). Si è ritirata dalla scene nel 2025, per poi dedicarsi all'insegnamento alla Royal Ballet School.